# Club Sports Salto
El Club Sports Salto, también conocido como Sports, es una institución social y deportiva cuya sede se encuentra en Salto, provincia de Buenos Aires. Es el primer club centenario de su ciudad y se destaca por su infraestructura y participación activa en disciplinas como Futbol y Hockey. Por sus grandes equipos y conquistas deportivas a lo largo de la historia, es considerado uno de los clubes más populares del Norte de la Provincia de Buenos Aires.
Sus divisiones inferiores de futbol son las más exitosas de la ciudad, logrando formar y educar a miles de niños por año, inculcando no solamente la formación profesional sino también los valores que pregona el club hacia la sociedad.
Es el principal promotor zonal de jugadores de futbol a las ligas profesionales de la Asociación del Fútbol Argentino, entre los cuales se destacan Marcelo Meli, Andrés Chávez y Nereo Champagne. 
Es la entidad con más socios de la ciudad de Salto, superando los 1000. Uno de los hinchas más exponentes a nivel nacional es el expiloto Guillermo Ortelli, 7 veces campeón de Turismo Carretera, que hizo sus divisiones inferiores de fútbol y además es socio Vitalicio del club.
Sports Salto se distingue, además, por ser pionero y desarrollar otros deportes como Futbol Femenino, Rugby, Atletismo, Tenis, Paddle, Pelota Paleta, Bochas, Gimnasia, Danza y Patín Artístico, Kickboxing, Natación. Todas actividades llevadas a cabo en sus propias instalaciones.

## Reseña biográfica
Fundado el 23 de agosto de 1921, el Club Sports Salto se identifica con los colores Rojo y Negro en franjas verticales alternantes. Participa en la Liga de Futbol de Salto y se destaca por sus participaciones en torneos profesionales de la Asociación del Fútbol Argentino como Copa Argentina (fútbol), Torneo Argentino B y Torneo del Interior. Obtiene su nombre a partir de su homónimo de Pergamino.
En su palmarés ostenta 22 títulos locales y 8 regionales, donde se destacan el Ascenso Invicto en 2017, a manos de Ivan Damonte, al Torneo Argentino B y la Copa de Campeones 1986 (único club del partido de Salto que la ganó).

## Infraestructura

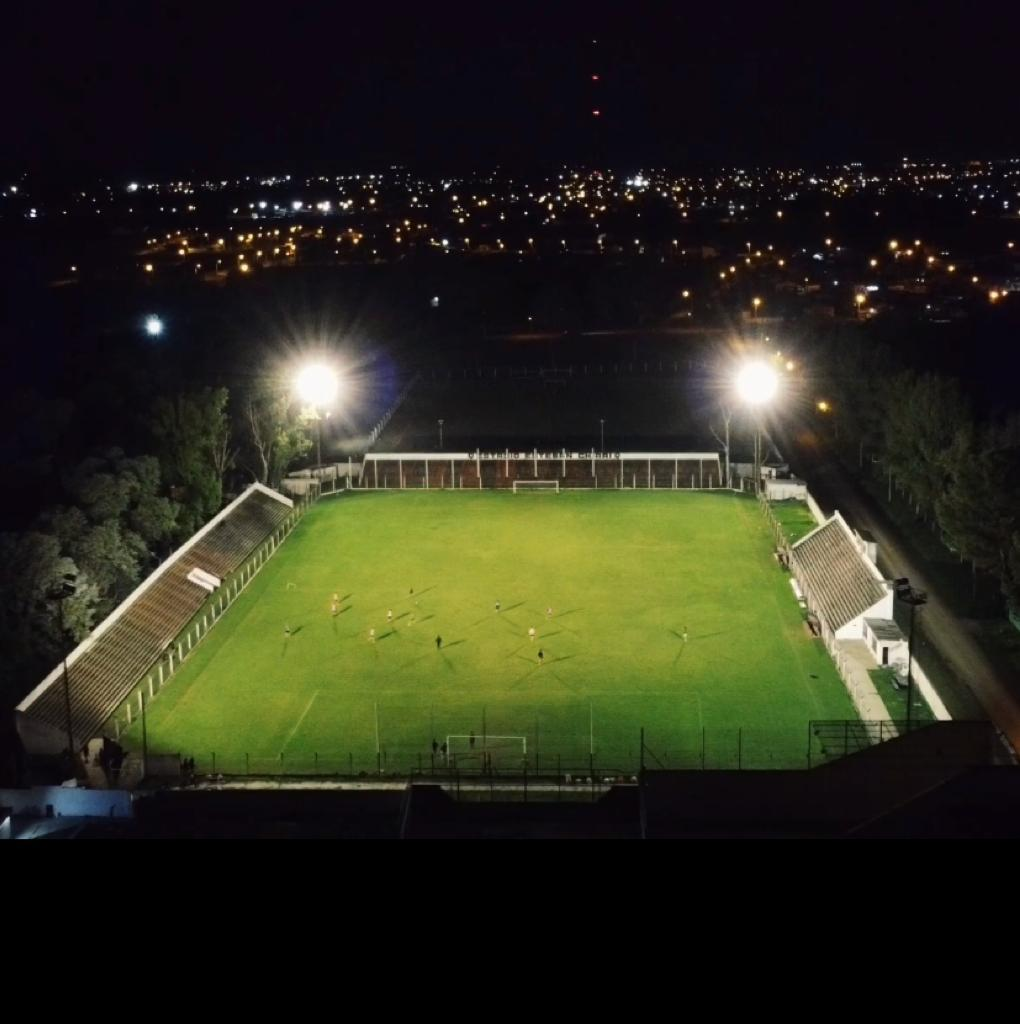
Estadio Esteban Chiari

- Polideportivo. Son 65.000 metros cuadrados ubicados en la Avenida Costanera, a la vera del Río Salto, en los que se emplazan:
  - Estadio Estaban Chiari con capacidad para 6500 espectadores. Es el mas amplio de Salto y el tercero con mayor capacidad de la zona Centro - Norte de Buenos Aires, solamente superado por los estadios de Douglas Haig de Pergamino y Sarmiento de Junin.[5]
  - Pileta de natación climatizada cubierta, con vestuarios.
  - Cancha de Hockey sobre césped.
  - Canchas auxiliares de futbol 11 e Infantiles.
  - Canchas de Tenis de polvo de ladrillo.
  - Cancha de Paddle.
  - Cancha de Pelota Paleta.
  - Cancha de Beach Vóley.
  - Canchas de Bochas al aire libre.
  - Playón de patinaje.
  - Salón de Eventos para 150 personas.
  - Camping de recreación.
- Sede Social: se ubica en el centro de la ciudad sobre calle San Pablo. Posee:
  - Salón de eventos para 600 personas.
  - Canchas de bochas profesionales cubiertas.
  - Biblioteca.
  - Museo.
  - Confitería.